# Sandro Delmastro delle Vedove
Sandro Delmastro delle Vedove (Lozzolo, 24 aprile 1947) è un politico italiano, deputato alla Camera nella XIII e XIV legislatura della Repubblica Italiana per Alleanza Nazionale.

## Biografia
Nato in provincia di Vercelli e laureato in giurisprudenza, è un avvocato penalista.
Alle elezioni politiche del 1996 si candida alla Camera dei deputati nel collegio maggioritario di Cossato, sostenuto dalla coalizione di centro-destra Polo per le Libertà in quota Alleanza Nazionale (AN), ed è eletto deputato con il 35,1% dei voti. Nella XIII legislatura della Repubblica è stato componente della 12ª Commissione Affari sociali.
Alle elezioni politiche del 2001 è ricandidato alla Camera nel medesimo collegio, sostenuto dalla coalizione di centro-destra Casa delle Libertà, ed è rieletto deputato con il 47,87% dei voti. Nella XIV legislatura della Repubblica è stato componente della 7ª Commissione Cultura, scienza e istruzione, della 9ª Commissione Trasporti, poste e telecomunicazioni, in sostituzione del sottosegretario all'Economia e delle Finanze Manlio Contento, e della Commissione parlamentare d'inchiesta sulle cause dell'occultamento di fascicoli relativi a crimini nazifascisti.
Nel 2003 è accusato di falso per aver fatto introdurre nel carcere di Torino una giornalista del quotidiano Libero, presentandola come una sua collaboratrice parlamentare.
Per Alleanza Nazionale è stato anche, dal 1995 al 2004, consigliere comunale di Biella e consigliere provinciale della Provincia di Biella. Inoltre 2009 al 2014 è stato consigliere comunale a Borgosesia, in provincia di Vercelli, in una lista civica collegata al Popolo della Libertà, la Lega Nord e il suo esponente Gianluca Buonanno.

## Vita privata
Anche il figlio Andrea è avvocato e politico, esponente di AN, PdL e Fratelli d'Italia, consigliere comunale e provinciale di Biella, deputato alla Camera e sottosegretario alla Giustizia nel governo Meloni. La figlia Francesca è sindaca di Rosazza.